# Acanthothericles
Acanthothericles är ett släkte av insekter. Acanthothericles ingår i familjen Thericleidae.
Kladogram enligt Catalogue of Life:
| Acanthothericles | \| \| Acanthothericles bicoloripes \| \| \| \| \| \| Acanthothericles rubriventris \| \| \| \| |
|                  | \| \| Acanthothericles bicoloripes \| \| \| \| \| \| Acanthothericles rubriventris \| \| \| \| |
|                  | Acanthothericles bicoloripes                                                                   |
|                  |                                                                                                |
|                  | Acanthothericles rubriventris                                                                  |
|                  |                                                                                                |